# Hannah – Ein buddhistischer Weg zur Freiheit
Hannah – Ein buddhistischer Weg zur Freiheit (Originaltitel: Hannah: Buddhism’s Untold Journey) ist ein britischer Dokumentarfilm aus dem Jahre 2014. Regie führte Marta György-Kessler. Die Uraufführung fand am 14. November 2014 auf dem ARPA International Film Festival in Los Angeles statt. Der deutsche Filmstart in den Kinos war am 18. Januar 2018.

## Handlung
Der Film beleuchtet das Leben der Hannah Nydahl, einer Dänin aus Kopenhagen, die durch Reisen mit ihrem Mann Ole Nydahl nach Nepal mit dem Buddhismus in Berührung gekommen ist. Dies hat sie zu einem gründlichen Studium der religiösen Quellen geführt, für die Nydahl tibetisch lernte und einige der Texte erstmals in eine europäische Sprache übersetzte. Im Anschluss daran versuchte Nydahl zusammen mit ihrem Mann, den Buddhismus im westlichen Kulturraum zu verbreiten und gründeten auf ausdrücklichen Wunsch des 16. Karmapa, Rangjung Rigpe Dorje, die Einrichtungen des Diamantwegs-Buddhismus.

## Rezeption
„Marta György Kessler (eine langjährige Reisebegleiterin Hannahs) und der britische Produzent Adam Penny haben es sich für diese 90minütige Doku nicht leicht gemacht: sie mussten Unmengen an Materialien sichten und unzählige Interviews führen; daher nahm die Verwirklichung des Films auch fünf Jahre in Anspruch. Herausgekommen ist ein absolut sehenswertes – da exzellent geschnittenes – Werk, das eine dichte Textur aufweist. Über weite Strecken können wir übrigens Hannahs Originalstimme hören, die uns von ihrem Leben berichtet.“